# Les Pique-assiette
Pour les articles homonymes, voir Les Pique-assiette (homonymie).
Pour plus de détails, voir Fiche technique et Distribution.
Les Pique-assiette est une comédie française réalisée par Jean Girault, sortie en 1960.

## Synopsis
Edouard, Félix et sa sœur Laurence partagent une vie très respectueuse. Les métiers successifs de ces deux joyeux compagnons tour à tour camelots, démarcheurs ou manœuvres de force, n'ont pas encore amené la fortune et ce sont plutôt les photos de modes de la ravissante Laurence qui assurent la subsistance du joyeux trio. Un soir où Laurence est invitée à une réception très élégante, nos deux lurons, très soucieux de surveiller sa jeune vertu, vont louer des vêtements qui leur ouvriront ces portes de la haute finance où leur don très particulier de bonimenteurs se révèlera plus payant que sur les trottoirs...

## Fiche technique
- Réalisation : Jean Girault
- Scénario : Jean Girault, Francis Rigaud, Jacques Vilfrid
- Dialogues : Jacques Vilfrid
- Production : Fides - Fiduciaire d'Editions de Films
- Directeur de production : Jean Tachard
- Directeur de la photographie : Roland Pontoizeau
- Ingénieur du son : Marcel Royné
- Musique : Michel Magne
- Année : 1960
- Durée : 95 minutes
- Genre : Comédie

## Distribution
- Francis Blanche : Félix
- Béatrice Altariba : Laurence
- Darry Cowl : Edouard
- Gérard Séty : Santiago
- Pierre Dac : Le restaurateur
- Nicole Hanriot : L'esthéticienne
- Jacques Ralf : L'agent en civil
- Rolande Kalis (sous le nom de Rolande Ségur) : Barbara
- Jean-Pierre Lorrain
- Jean-François Martial
- Marc Monta